# Baptarma felicita
Baptarma felicita là một loài bướm đêm trong họ Noctuidae.